# Anthreptes
Anthreptes es un género de aves paseriformes perteneciente a la familia Nectariniidae. Se distribuyen por las zonas tropicales y subtropicales del Viejo Mundo.

## Especies
Se reconocen 14 o 15 especies:
- Anthreptes reichenowi - suimanga de Reichenow;
- Anthreptes anchietae - suimanga de Anchieta;
- Anthreptes simplex - suimanga sencillo;
- Anthreptes malacensis - suimanga gorjipardo;
- Anthreptes griseigularis - suimanga gorjigrís;
- Anthreptes rhodolaemus - suimanga gorjirrojo;
- Anthreptes gabonicus - suimanga pardo;
- Anthreptes longuemarei - suimanga violeta;
- Anthreptes orientalis - suimanga keniata;
- Anthreptes neglectus - suimanga de las Uluguru;
- Anthreptes aurantius - suimanga colivioleta;
- Anthreptes seimundi - suimanga de Seimund;
- Anthreptes rectirostris - suimanga piquirrecto;
  - Anthreptes tephrolaemus - suimanga barbigrís (para algunos es una subespecie del anterior)[5]
- Anthreptes rubritorques - suimanga cuellirrojo.